# Anthiinae
Se procura a subfamília de escaravelhos, veja Anthiinae (Carabidae).
Anthiinae é uma subfamília de peixes da família Serranidae, são conhecidos como Anthias ou Perca-do-coral que inclui géneros com ampla distribuição nos recifes de coral de todas as regiões tropicais e subtropicais. A maioria das espécies são pequenos peixes de  cores vivas associados às formações de coral, sendo todas elas hermafroditas protogínicas. São conhecidos sete géneros de Anthiinae, todos eles ligados aos ecossistemas dos recifes coralinos: Holanthias, Luzonichthys, Nemanthias, Plectranthias, Pseudanthias, Rabaulichthys e Serranocirrhitus. Membros de todos os géneros desta subfamília são comercializados como peixes ornamentais para aquários de água salgada, sendo que o género Pseudanthias é de longe o mais utilizado em aquariofilia.

## Géneros
A subfamília inclui os seguintes géneros:
- Género Anatolanthias
- Género Anthias
- Género Caesioperca
  - Caesioperca lepidoptera (Forster, 1801)
- Género Caprodon
  - Caprodon longimanus  (Günther, 1859)
- Género Dactylanthias
- Género Giganthias
- Género Hemanthias
- Género Holanthias
- Género Hypoplectrodes
- Género Lepidoperca
- Género Luzonichthys
- Género Meganthias
- Género Nemanthias
- Género Odontanthias
- Género Othos
- Género Plectranthias
- Género Pronotogrammus
- Género Pseudanthias
  - Pseudanthias squamipinnis
- Género Rabaulichthys
- Género Sacura
- Género Selenanthias
- Género Serranocirrhitus
- Género Tosana
- Género Tosanoides
- Género  Trachypoma
  - Trachypoma macracanthus Günther, 1859

Galeria de espécies

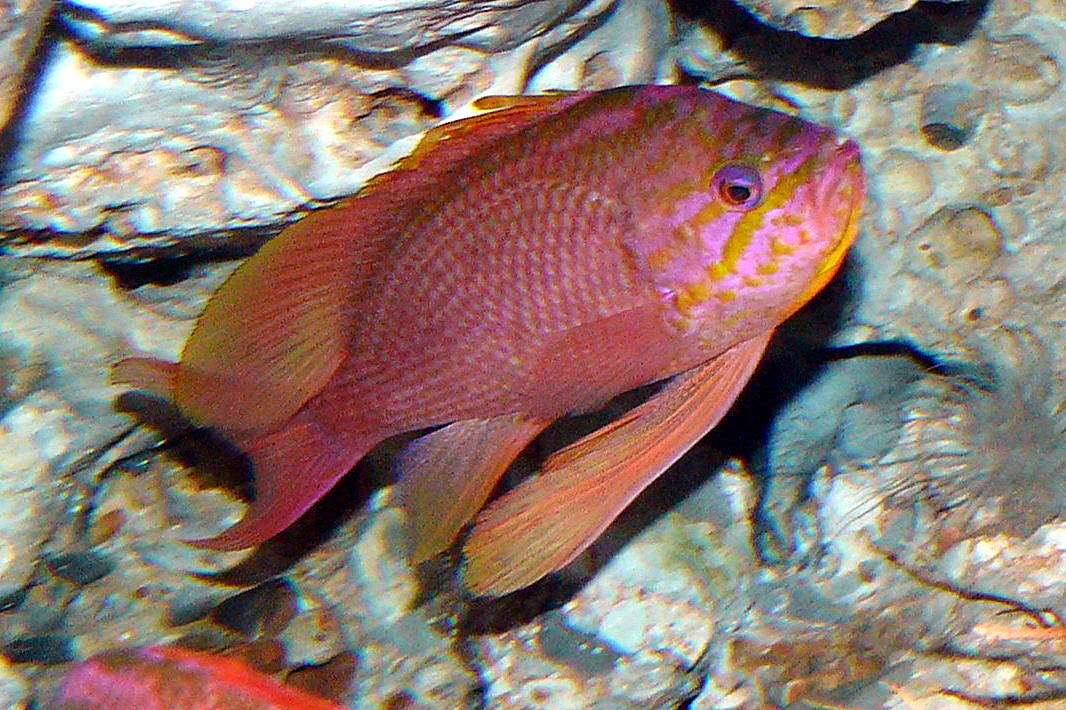
Canário-do-mar (Anthias anthias)
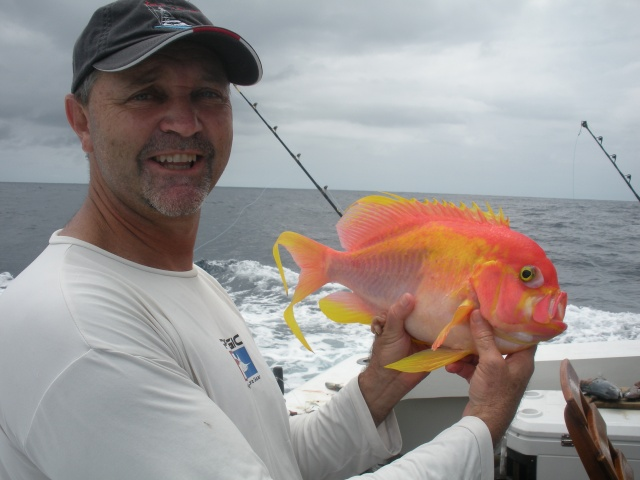
Anthias-gigante ou Canário-do-mar-de-Natal (Meganthias natalensis)
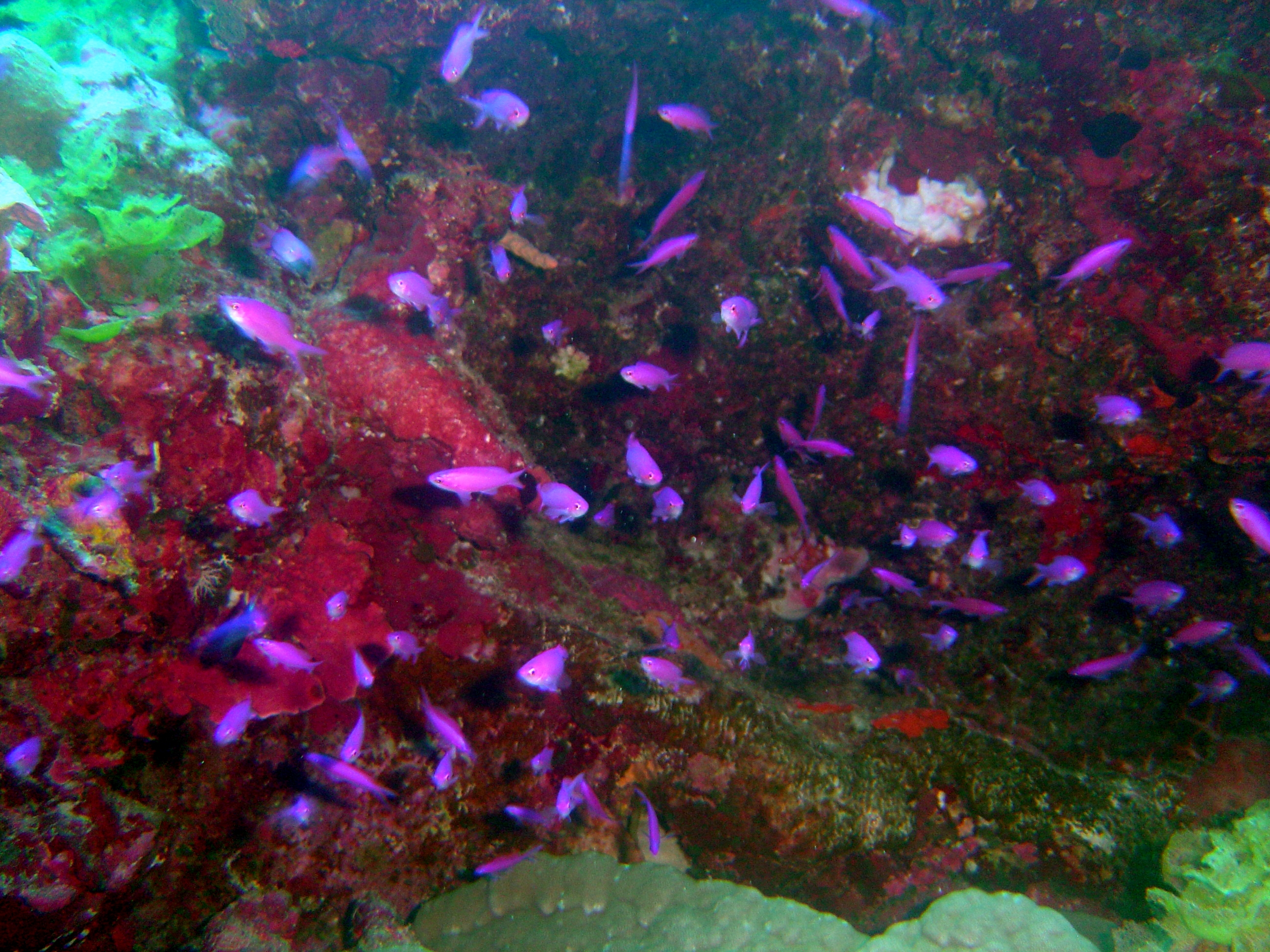
Anthias-ametista (Pseudanthias pascalus)
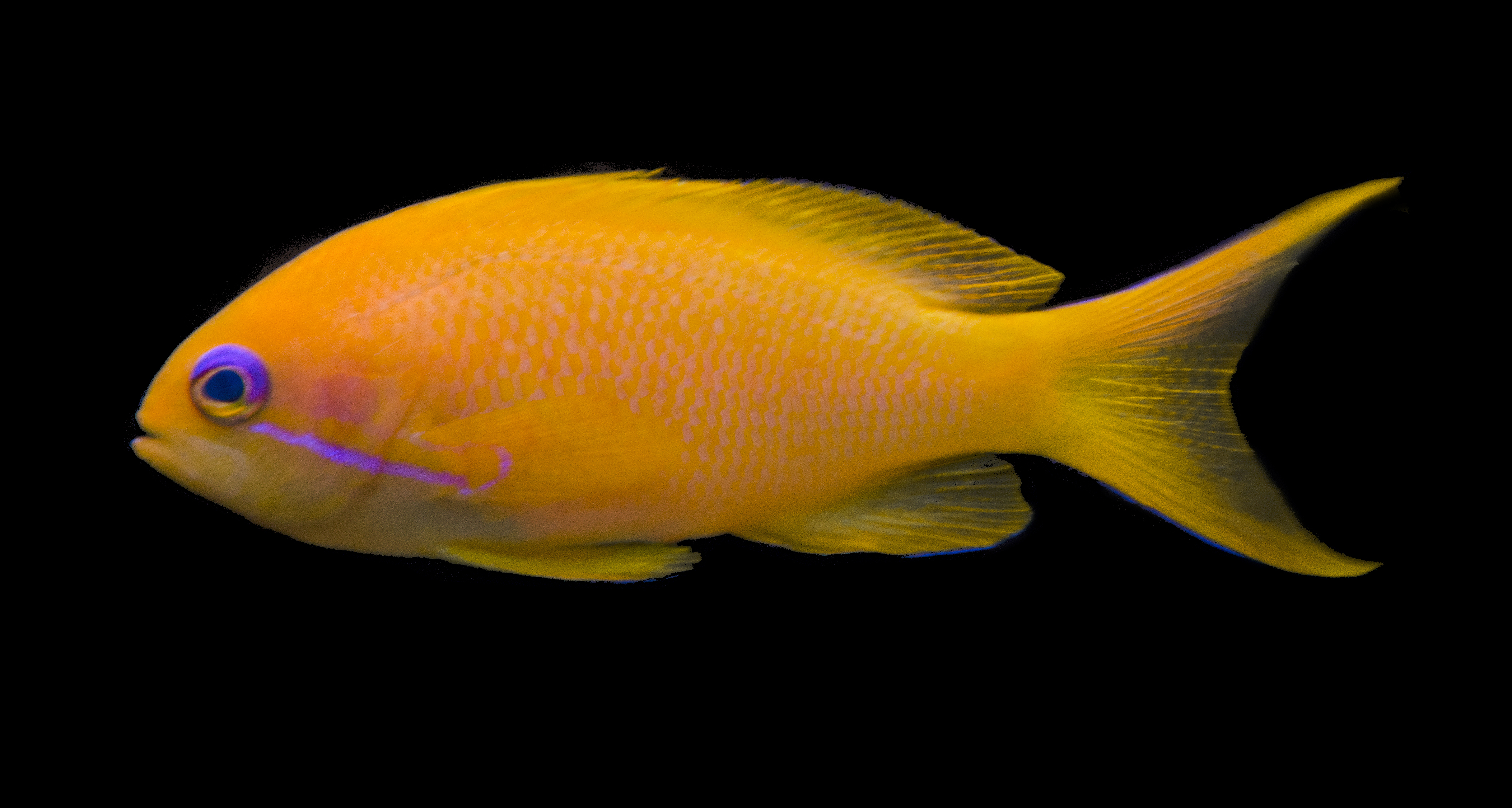
Anthias-dourado (Pseudanthias squamipinnis)
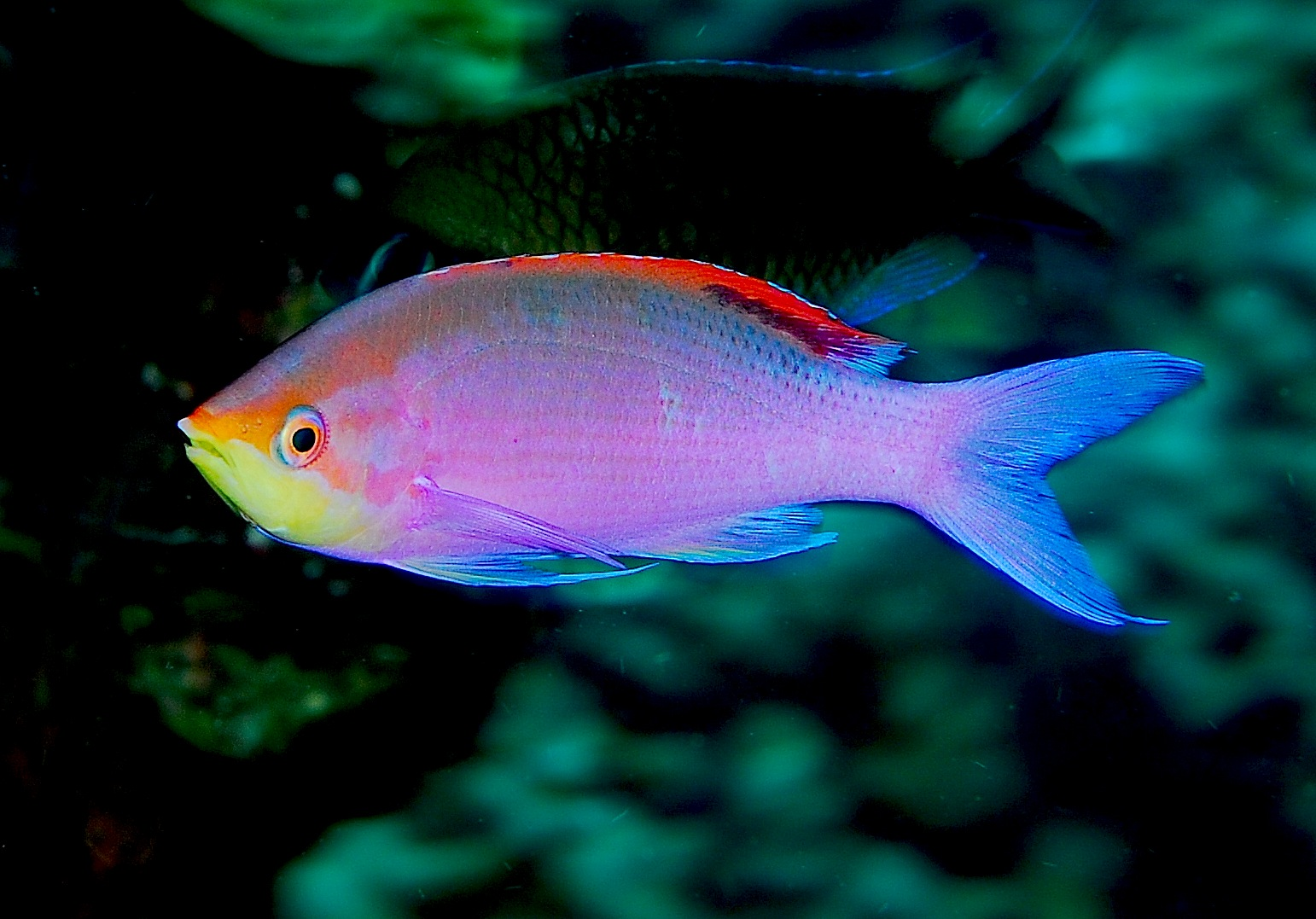
Pseudanthias tuka
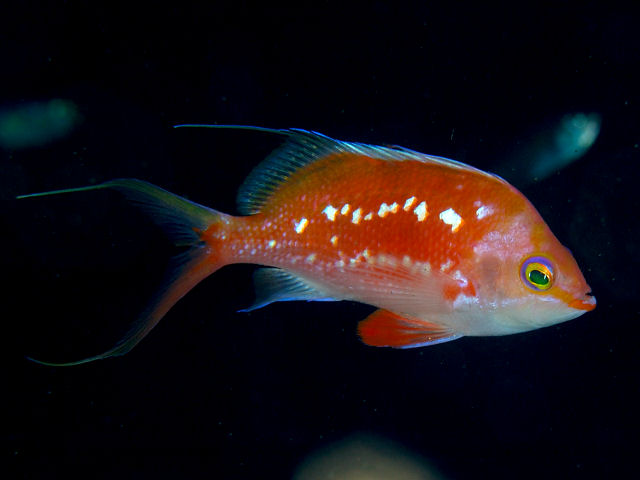
Sakuradai (Sacura margaretacea)
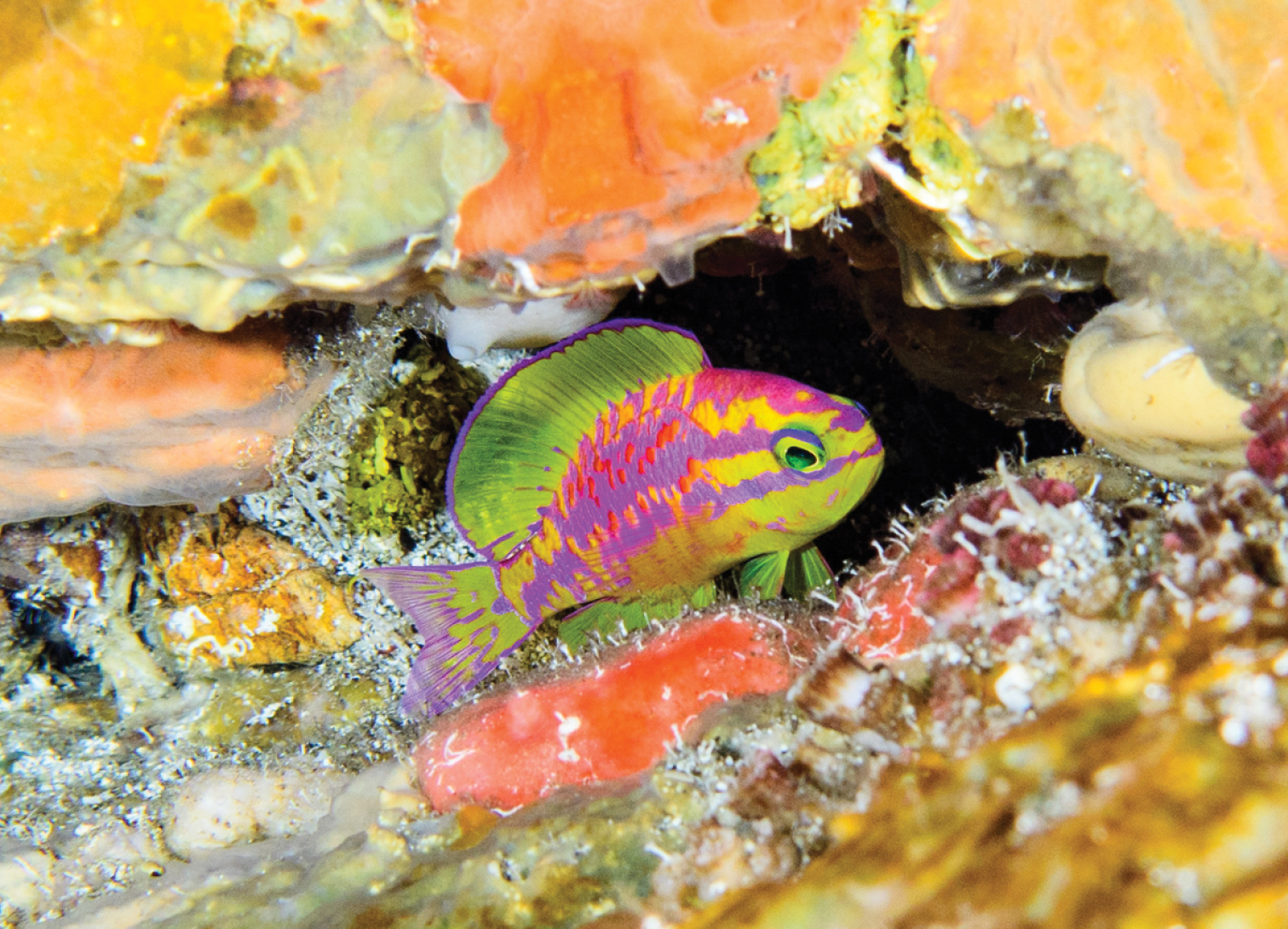
Tosanoides aphrodite